# ایوتا تونویان
ایوتا ساسونی تونویان (ارمنی: Իվետա Սասունի Տոնոյան؛ زادهٔ ۲۲ نوامبر ۱۹۸۱) روزنامه‌نگار، و سیاستمدار اهل ارمنستان است. وی نماینده دوره ششم و هفتم مجلس ملی جمهوری ارمنستان بود. تونویان عضو حزب حزب ارمنستان شکوفا می‌باشد.

## زندگی‌نامه
وی در ۲۲ نوامبر ۱۹۸۱ در ایروان به دنیا آمد و از دانشگاه دولتی ایروان فارغ‌التحصیل گشت. 